# Giovanni Casimiro del Palatinato-Zweibrücken-Kleeburg
Giovanni Casimiro del Palatinato-Zweibrücken-Kleeburg (Zweibrücken, 20 aprile 1589 – Castello di Stegeborg, 18 giugno 1652) fu il terzo figlio del conte palatino Giovanni I del Palatinato-Zweibrücken e di Maddalena di Jülich-Kleve-Berg.

## Biografia
Fu dal 1611 al 1617 conte palatino di Zweibrücken-Neukastel e dal 1617 al 1652 conte palatino di Zweibrücken-Kleeburg, con residenza a Birlenbach, nel castello di Unterelsaß. Fondò la dinastia dei Kleeburgi, una linea dei conti palatini di Zweibrücken.
Nel 1613 si recò per conto dell'Unione protestante a Stoccolma dal re Gustavo II Adolfo di Svezia, allo scopo di sostenere le tesi dei protestanti tedeschi. Qui conobbe la propria futura moglie e il 21 giugno 1615 sposò a Stoccolma la principessa Caterina di Svezia (10 novembre 1584 - 13 dicembre 1638), figlia del re Carlo IX di Svezia e sorellastra di Gustavo II Adolfo. A causa della confusione derivata dallo scoppio della Guerra dei trent'anni si stabilì in Svezia nel 1622, dove ottenne come feudo il castello di Stegeborg dal re Gustavo Adolfo.
Dopo la morte del re nella battaglia di Lützen del 1632 e durante il successivo governo di tutela del cancelliere Axel Oxenstierna per la minorenne regina Cristina, si distinse come oppositore del cancelliere, nella speranza di ottenere il trono svedese per la propria famiglia. Quando Cristina raggiunse l'età adulta nel 1644, simpatizzò con lui, il quale aveva prontamente provveduto a che la giovane regina crescesse coi suoi due figli, Carlo Gustavo e Adolfo Giovanni. Nel 1647 ella nominò Carlo Gustavo generalissimus delle truppe svedesi, ponendolo a capo dell'esercito che si recò in Germania, segnalando con questo gesto la sua volontà di sposarlo.
Nel 1650 Cristina si rese conto che non sarebbe mai riuscita a sposare l'amato a causa dell'opposizione della corte, ma il 6 giugno 1654 nominò Carlo Gustavo suo erede universale al trono, consentendogli alla sua morte di salire al potere con il nome di Carlo X. Egli lasciò per questo i propri possedimenti tedeschi nelle mani del fratello Adolfo Giovanni.

## Matrimonio e figli
Giovanni Casimiro e Caterina Vasa ebbero otto figli:
- Cristina Maddalena (27 maggio 1616 a Nyköping - 14 agosto 1662 al castello di Karlburg), sposò nel 1642 il margravio Federico VI di Baden-Durlach (1617-1677);
- Carlo Federico (13 luglio 1618 a Meisenheim - 13 settembre 1619);
- Elisabetta Amalia (11 settembre 1619 - 2 luglio 1628);
- Carlo Gustavo (18 novembre 1622 a Nyköping - 23 febbraio 1660 a Göteborg), 1652-1660 conte palatino di Zweibrücken-Kleeberg, 1654-60 col nome di Carlo X Gustavo, re di Svezia; sposò a Stoccolma nel 1654 la contessa Maria Eleonora di Holstein-Gottorp (1636-1715);
- Maria Eufrosina (14 febbraio 1625 - 24 ottobre 1687 a Höjentorp), sposò nel 1647 a Stoccolma Magnus Gabriel De la Gardie († 1686);
- Eleonora Caterina (17 maggio 1626 - 1692 a Osterholz); nel 1646 a Stoccolma sposò il langravio Federico d'Assia-Eschwege (1617-1655);
- Adolfo Giovanni (21 ottobre 1629 - 24 ottobre 1689), 1654-1689 come successore del fratello Carlo Gustavo divenuto re di Svezia, fu conte palatino di Zweibrücken-Kleeberg; nel 1649 a Stoccolma sposò la contessa Else Beata Brahe (1629-1653);
- Giovanni Gustavo (n. circa 1630).

## Ascendenza
|                                                       |                       |                                    | Genitori                          |  |  | Nonni |  |  | Bisnonni                            |  |  | Trisnonni                             |  |
|                                                       |                       |                                    |                                   |  |  |       |  |  | Luigi II del Palatinato-Zweibrücken |  |  | Alessandro del Palatinato-Zweibrücken |  |
|                                                       |                       |                                    |                                   |  |  |       |  |  | Luigi II del Palatinato-Zweibrücken |  |  | Alessandro del Palatinato-Zweibrücken |  |
|                                                       |                       | Margherita di Hohenlohe-Neuenstein |                                   |  |  |       |  |  | Luigi II del Palatinato-Zweibrücken |  |  |                                       |  |
| Volfango del Palatinato-Zweibrücken                   |                       |                                    |                                   |  |  |       |  |  | Luigi II del Palatinato-Zweibrücken |  |  |                                       |  |
|                                                       |                       | Elisabetta d'Assia                 | Guglielmo I d'Assia               |  |  |       |  |  |                                     |  |  |                                       |  |
|                                                       |                       | Elisabetta d'Assia                 | Guglielmo I d'Assia               |  |  |       |  |  |                                     |  |  |                                       |  |
|                                                       |                       | Elisabetta d'Assia                 | Anna di Braunschweig-Wolfenbüttel |  |  |       |  |  |                                     |  |  |                                       |  |
| Giovanni I del Palatinato-Zweibrücken                 |                       | Elisabetta d'Assia                 |                                   |  |  |       |  |  |                                     |  |  |                                       |  |
|                                                       |                       | Filippo I d'Assia                  | Guglielmo II d'Assia              |  |  |       |  |  |                                     |  |  |                                       |  |
|                                                       |                       | Filippo I d'Assia                  | Guglielmo II d'Assia              |  |  |       |  |  |                                     |  |  |                                       |  |
|                                                       |                       | Filippo I d'Assia                  | Anna di Meclemburgo-Schwerin      |  |  |       |  |  |                                     |  |  |                                       |  |
| Anna d'Assia                                          |                       | Filippo I d'Assia                  |                                   |  |  |       |  |  |                                     |  |  |                                       |  |
|                                                       |                       | Cristina di Sassonia               | Giorgio di Sassonia               |  |  |       |  |  |                                     |  |  |                                       |  |
|                                                       |                       | Cristina di Sassonia               | Giorgio di Sassonia               |  |  |       |  |  |                                     |  |  |                                       |  |
|                                                       |                       | Cristina di Sassonia               | Barbara Jagellona                 |  |  |       |  |  |                                     |  |  |                                       |  |
| Giovanni Casimiro del Palatinato-Zweibrücken-Kleeburg |                       | Cristina di Sassonia               |                                   |  |  |       |  |  |                                     |  |  |                                       |  |
|                                                       | Giovanni III di Kleve | Giovanni II di Kleve               |                                   |  |  |       |  |  |                                     |  |  |                                       |  |
|                                                       | Giovanni III di Kleve | Giovanni II di Kleve               |                                   |  |  |       |  |  |                                     |  |  |                                       |  |
|                                                       | Giovanni III di Kleve | Matilde d'Assia                    |                                   |  |  |       |  |  |                                     |  |  |                                       |  |
| Guglielmo di Jülich-Kleve-Berg                        | Giovanni III di Kleve |                                    |                                   |  |  |       |  |  |                                     |  |  |                                       |  |
|                                                       |                       | Maria di Jülich-Berg               | Guglielmo di Jülich-Berg          |  |  |       |  |  |                                     |  |  |                                       |  |
|                                                       |                       | Maria di Jülich-Berg               | Guglielmo di Jülich-Berg          |  |  |       |  |  |                                     |  |  |                                       |  |
|                                                       |                       | Maria di Jülich-Berg               | Sibilla di Hohenzollern           |  |  |       |  |  |                                     |  |  |                                       |  |
| Maddalena di Jülich-Kleve-Berg                        |                       | Maria di Jülich-Berg               |                                   |  |  |       |  |  |                                     |  |  |                                       |  |
|                                                       |                       | Ferdinando I d'Asburgo             | Filippo I d'Asburgo               |  |  |       |  |  |                                     |  |  |                                       |  |
|                                                       |                       | Ferdinando I d'Asburgo             | Filippo I d'Asburgo               |  |  |       |  |  |                                     |  |  |                                       |  |
|                                                       |                       | Ferdinando I d'Asburgo             | Giovanna di Castiglia             |  |  |       |  |  |                                     |  |  |                                       |  |
| Maria d'Austria                                       |                       | Ferdinando I d'Asburgo             |                                   |  |  |       |  |  |                                     |  |  |                                       |  |
|                                                       |                       | Anna Jagellone                     | Ladislao II d'Ungheria            |  |  |       |  |  |                                     |  |  |                                       |  |
|                                                       |                       | Anna Jagellone                     | Ladislao II d'Ungheria            |  |  |       |  |  |                                     |  |  |                                       |  |
|                                                       |                       | Anna Jagellone                     | Anna di Foix-Candale              |  |  |       |  |  |                                     |  |  |                                       |  |
|                                                       |                       | Anna Jagellone                     |                                   |  |  |       |  |  |                                     |  |  |                                       |  |